# Жебрунов, Иван Леонидович
Иван Леонидович Жебрунов (7 августа 1917 — 13 августа 1999) — участник Великой Отечественной войны, участник операции «Дунай». Советский военачальник. Командир 20-й танковой Звенигородской Краснознамённой дивизии. Генерал-майор танковых войск (16.06.1965).

## Биография
Родился в деревне Бушня Ельнинского уезда в семье крестьянина. Русский.
Член ВКП(б)/КПСС. В 1934 году окончил Коробецкую среднюю школу. В 1939—1941 годах обучался в МГУ им. Ломоносова на механико-математическом факультете.

### Служба в армии
В ноябре 1939 года призван Тёпло-Огарёвским РВК (Тульская область). В мае 1941 года курсант Златоустовского военно-пехотного училища.
Великую Отечественную войну встретил в Киеве. С июля по ноябрь 1941 года — слушатель Ленинградских Краснознамённых бронетанковых курсов усовершенствования командного состава РККА.
С ноября 1941 по апрель 1942 года — младший лейтенант, служил оперуполномоченным Особого отдела НКВД в 20-й отдельной танковой бригаде. В апреле 1942 года вступил в должность офицера 3-го отдела 200-й танковой бригады 6 танкового корпуса.
С июня 1943 по январь 1944 года — курсант Высшей офицерской бронетанковой школы в Магнитогорске. В январе 1944 года назначен на должность заместителя командира, начальником штаба 999-го самоходно-артиллерийского полка 65-й армии 2-го Белорусского фронта.

Но сначала расскажу о подвиге Жебрунова. Самоходчики здорово поддерживали 539-й полк. Когда он на два километра приблизился к Ёжикам, враг прямым попаданием поджёг одну самоходку. В ней находился начальник штаба самоходного полка майор Жебрунов. Он и водитель выскочили. В машине остался раненый боец, охранявший Знамя полка. Майор бросился обратно в горящий танк, вытащил раненого и знамя. Он сильно обжёгся. Отошли не более пятидесяти метров, как в самоходке начали рваться снаряды.— П. А. Теремов, 1965, с. 263
С апреля 1945 по июль 1947 года — командир 999-го самоходно-артиллерийского полка 65-й армии. В 1951—1954 годах — слушатель Военной ордена Ленина академии бронетанковых войск имени И. В. Сталина. В 1954—1957 годах находился на разных командных должностях.
В 1958 поступил и в 1960 году окончил Военную ордена Суворова академию Генерального штаба Вооружённых сил СССР.
С 1960 года заместитель командира 20-й танковой Звенигородской дивизии СГВ.

### На высших должностях
С 1963 года командир 20-й танковой Звенигородской Краснознамённой дивизии, СГВ. 22 февраля 1968 года Указом Президиума Верховного Совета СССР 20 танковая Звенигородская дивизия была награждена орденом Красного Знамени.
В августе 1968 года 20-я танковая Звенигородская Краснознамённая дивизия под командованием И. Л. Жебрунова была введена на территорию ЧССР (операция «Дунай»), где выполнила все поставленные боевые задачи по оказанию братской интернациональной помощи чехословацкому народу.
С 1969 года — старший преподаватель Военной орденов Ленина и Суворова академии Генерального штаба Вооружённых сил СССР имени Маршала Советского Союза К. Е. Ворошилова.
В 1970 году уволен в запас.

### В отставке
В отставке жил и работал в Москве. С апреля 1972 по 1986 год — начальник штаба гражданской обороны НИИ «ФОНОН».
Генерал-майор И. Л. Жебрунов умер от фронтовых ран 13 августа 1999 года. Похоронен на Троекуровском кладбище в г. Москва.

## Семья
- Отец — Леонид Жебрунов
- Мать — Жебрунова
- Жена — Валентина Михайловна Жебрунова
- Младшая дочь — Ольга Ивановна Жебрунова (Хмелевская)
- Старшая дочь — Татьяна Ивановна Жебрунова

## Награды
- Орден Красного Знамени (21.02.1969)[4]
- Орден Красного Знамени
- Орден Кутузова III степени (13.03.1945)[5]
- Орден Отечественной войны I степени (17.04.1944)[6]
- Орден Отечественной войны I степени (06.04.1985)[7]
- Орден Отечественной войны II степени (16.08.1944)[8]
- Орден Красной Звезды (05.11.1954)[9]
- Медаль За боевые заслуги (23.10.1942)[10]
- Медаль За боевые заслуги (15.11.1950)[9]
- Медаль «За оборону Киева»
- Медаль «За освобождение Варшавы»
- Медаль «В ознаменование 100-летия со дня рождения Владимира Ильича Ленина»
- Медаль «За победу над Германией в Великой Отечественной войне 1941—1945 гг.» (9 мая 1945[11])
- Юбилейная медаль «Двадцать лет Победы в Великой Отечественной войне 1941—1945 гг.» (7 мая 1965[12])
- Юбилейная медаль «Тридцать лет Победы в Великой Отечественной войне 1941—1945 гг.»[13]
- Медаль «Сорок лет Победы в Великой Отечественной войне 1941—1945 гг.»[14]
- Юбилейная медаль «50 лет Победы в Великой Отечественной войне 1941—1945 гг.»[15]
- Медаль «Ветеран Вооружённых Сил СССР»
- Медаль «30 лет Советской Армии и Флота»[16]
- Юбилейная медаль «40 лет Вооружённых Сил СССР»[17]
- Юбилейная медаль «50 лет Вооружённых Сил СССР» (26 декабря 1967[18])
- Юбилейная медаль «60 лет Вооружённых Сил СССР» (28 января 1978[19])
- Юбилейная медаль «70 лет Вооружённых Сил СССР» (28 января 1988[20])
- Медаль «За безупречную службу» I степени
- и многими другими,
- 6 орденами и медалями ПНР,
- 13 орденами и медалями ЧССР,
- 6 орденами и медалями МНР.

Почётный гражданин городов Зелёна-Гура (Польша), Опава и Ческе-Будейовице (Чехословакия).

## Память
- На могиле на Троекуровском кладбище (Москва) установлен надгробный памятник.